# Smoko

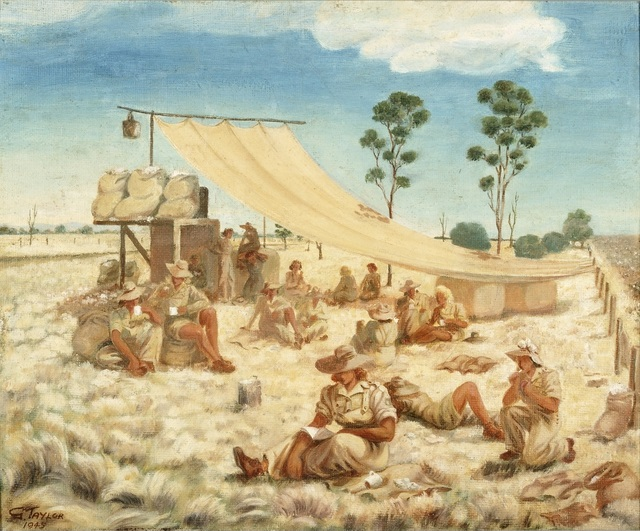
Una pintura titulada Smoko time with the AWLA

Smoko (también dicho "smoke-o" o "smoke-oh") es un término usado en el inglés australiano, inglés neozelandés e inglés malvinense para referirse a un breve descanso para fumar, a menudo informal, tomado durante el trabajo o el servicio militar, aunque el término también se puede utilizar para describir cualquier pequeño descanso, como un descanso o una pausa para la merienda. Entre esquiladores de ovejas en Australia, "smoko" es un descanso a media mañana, entre el desayuno y el almuerzo, en el que una comida ligera puede ser comida. En Nueva Zelanda, el término se ha alterado en general para incluir pausas de café y restos al aire libre. El término se utiliza principalmente en Nueva Zelanda entre las comunidades de construcción y producción.
Se cree que el término que se originó en la Marina Mercante Británica, y estaba en uso ya en 1865. El término se encuentra todavía en uso en la marina mercante británica hoy. La tradición de un smoko en el sentido de Australia parece haber comenzado entre los esquiladores de ovejas en la década de 1860.
Aunque es un término del argot, la palabra "smoko" se ha utilizado en la escritura del gobierno y los informes de las relaciones laborales en el sentido de un descanso corto en el trabajo.

## Smoko como una institución australiana
La pausa para el smoko en Australia se ha convertido en una institución simbólica de la cultura de trabajo e incluso de los derechos de los trabajadores. La Comisión de Relaciones Laborales de Australia ha arbitrado los casos de acciones laborales sobre el derecho de los trabajadores a un descanso para smoko.
Hay, sin embargo, considerables problemas de salud y productividad sobre los descansos para fumar, y los trabajadores no fumadores a veces se preocupan de que sus colegas fumadores toman más tiempo en los descansos.
En 2006, el Departamento de Industria, Turismo y Recursos del Gobierno de Australia prohibió el "smoko" en sus oficinas en Canberra, que provocó que el entonces Ministro de Salud Tony Abbott declarara que el "smoko ya no es válido". En enero de 2010 el Departamento de Salud anunció la prohibición de sus empleados tomar descansos para fumar.